# Anilocra meridionalis
Anilocra meridionalis är en kräftdjursart som beskrevs av Richardson 1914. Anilocra meridionalis ingår i släktet Anilocra och familjen Cymothoidae. Inga underarter finns listade i Catalogue of Life.